# Cazonci
Cazonci (także: caçonci, caçonçi, caçonzi, cazonzi, cazonçi) – tytuł używany przez władców Purepecha (Tarasków) w XIV-XVI wieku. Cazonci władali państwem na terytorium obecnego stanu Michoacán w południowo-zachodnim Meksyku.

## Etymologia
Istnieje kilka koncepcji co do pochodzenia tytułu cazonci. Wywodzi się on prawdopodobnie z języka nahuatl, w którym oznacza: władca niezliczonych domów (wsi). Jednak inna teoria mówi o tym, że pochodzi od słowa kats-on-tsi z języka własnego Indian Purepecha - tarasco, który oznaczał: "ogolony". Ludźmi z ogolonymi głowami Tarasków miały nazywać - zdaniem Bernardino de Sahagúna - inne plemiona Mezoamerki.

## Rola
Gdy hiszpańscy konkwistadorzy przybyli do Ameryki Środkowej, cazonci sprawowali władzę monarszą o charakterze absolutnym. Byli również najwyższymi dowódcami w czasie toczonych wojen. Każdego cazonci wspierała grupa urzędników. W terenie zarządzali w jego imieniu czterej dowódcy-gubernatorzy, każdy w innej części państwa. Monarsze towarzyszyli achaecha - wodzowie niższej rangi - oraz świta złożona wyłącznie z kobiet (były to jego żony, a być może również żony wyższych dowódców).
Kompetencje władców Purepecha-Tarasków nie ograniczały się jednak jedynie do obowiązków monarszych. Każdy cazonci był także przedstawicielem na Ziemi najwyższego bóstwa - Curicaueri. Z tego tytułu monarcha był w państwie najwyższym kapłanem i miał obowiązek pilnować aby wieczny ogień płonął w głównej świątyni Curicaueriego. Należał również do grupy tzw. axamencha - kapłanów, których zadaniem było chwytać ludzi, od których pozyskiwano serca na religijne ofiary dla bogów.
Symbolami władzy były zawsze noszone przez każdego cazonci łuk i strzały.

## Lista znanychcazonciTarasków
- Taríacuri (ok. 1300-ok. 1350) lub (1350-1408)
- Hiquingaje (ok.1350 - ?)
- Hiripan (? - ok. 1430)
- Tangáxuan I (1408-1454) lub (ok. 1430–1454)
- Tzitzipandáquare lub Tzitzi Pandácuare (1454-1479)
- Harame (1479-1511)
- Zuangua (1511-1520), syn Harame
- Tangaxuan II (1520-1530), syn Zuangua
- kilku władców marionetkowych
- włączenie do Wicekrólestwa Nowej Hiszpanii (1543) i rządy taraskańskich gubernatorów:
  - don Francisco Taríacuri (1543-1545)
  - don Antonio Huitziméngari (1545-1562), syn Tangaxuana II